# Табасаранская литература
Табасаранская литература — литература табасаранских авторов на табасаранском языке, а также на других литературных языках.

## История
В формировании табасаранской словесности большую роль сыграл фольклор. Сильны были традиции ашугской поэзии на табасаранском и азербайджанском языках (Агариза Ургинский, Ильяс из с. Гуштиль, Раджаб Ляхлинский и др.), поэтические импровизации на общественные и любовные темы, распространявшиеся в устной форме (Мирза Калухский (Калукский), конец 17 — нач. 18 вв.; Навруз Саруханов, 1851—1916; Муталим Ильясов; Жигер из с. Кондик). Письменная литература развивалась как на табасаранском языке (с использованием арабской графики), так и на арабском и азербайджанском языках: Гаджимагомед, сын Маллагасана (конец 17 — нач. 18 вв.), Гаджисаид Зюрдягский (1795—?), Уруж Татильский.

### Советское время
Табасаранская литература получила возможность дальнейшего развития при Советской власти, после создания табасаранской письменности (1932). Зачинателями табасаранской литературы этого периода были Абумуслим Джафаров (1909—69), Багаутдин Митаров (1912—44), Манаф Шамхалов (1915-1974), Асадулла Ханмагомедов (1911-1974). Сборники стихов «Первые шаги» (1933), «Веселые голоса» (1935), сборник рассказов «В прошлом и теперь» (1934), пьеса «От тьмы к свету» (1934) Джафарова проникнуты идеями социализма. Появление в 1930-х гг. под воздействием русской литературы новых жанров — поэмы, рассказа, пьесы — связано с именами Абумуслима Джафарова и Асадуллы Ханмагомедова. В годы Великой Отечественной войны в произведениях Б. Митарова, Шамхалова (поэма «Юный патриот», сборник «За Родину, за свободу», 1944), М. Митарова (1920-2011) (поэма «На защиту Мурманска», 1954) и др. прославлялись боевые и трудовые подвиги советского народа, разоблачались зверства фашистов. В 60 годы литературой вплотную занимались Шамиль Казиев, Юсуф Базутаев, Пирмагомед Асланов и Пирмагомед Касимов, т. д. В 80-е – Мурадхан Амирханов, Сувайнат Исрафилова, Эльмира Ашурбекова и т. д.